# La Douche du colonel
 (juillet 2025).
Pour plus de détails, voir Fiche technique et Distribution.
La Douche du colonel est un court métrage français réalisé par Georges Méliès, sorti en 1902, au début du cinéma muet.

## Fiche technique
- Titre : La Douche du colonel (ou : Les Gaités de la caserne)
- Réalisation : Georges Méliès
- Société de production : Star Film
- Pays d'origine :  France
- Format : noir et blanc — film muet
- Genre : saynète comique
- Durée : 1 minute
- Date de sortie : France  : 1902